# La Cage aux rossignols
Pour les articles homonymes, voir La Cage et Rossignol (homonymie).
Pour plus de détails, voir Fiche technique et Distribution.
La Cage aux rossignols est un film français de Jean Dréville, sorti le 6 septembre 1945 au cinéma.
Le réalisateur Christophe Barratier s'est largement inspiré de La Cage aux rossignols pour son film Les Choristes, sorti en 2004.

## Synopsis
Clément Mattieu cherche à faire publier son roman sans succès. Grâce à un employé complice, son livre, La Cage aux Rossignols se trouve publié dans le journal La Dépêche. L'histoire est la suivante : en France, dans les années 1930, un surveillant de maison de rééducation éveille à la musique des adolescents difficiles en formant une chorale, malgré le scepticisme de son directeur.

## Inspiration
L'histoire de la Cage aux rossignols est directement inspirée de celle d'un centre éducatif existant, Ker Goat, dans lequel Jacques Dietz, Roger Riffier et leurs équipes œuvraient au développement d'enfants en difficulté par la pratique du chant choral et de méthodes pédagogiques innovantes.

## Fiche technique
- Titre sur l'affiche originale : La Cage aux Rossignols
- Réalisation : Jean Dréville
- Scénario : Noël-Noël et René Wheeler d'après une idée de Georges Chaperot et René Wheeler
- Adaptation et dialogue : Noël-Noël
- Assistant réalisateur : André Versein
- Photographie : Marcel Weiss
- Musique : René Cloërec
- Décors : Raymond Drouart
- Son : Jean Putel
- Montage : Jacques Grassi
- Script-girl : Rosy Jegou
- Directeur de la production : Charles-Félix Tavano
- Production : Jean Le Duc, Roger Sallard
- Société de production : Société Nouvelle des Établissements Gaumont
- Société de distribution : Compagnie parisienne de location de films
- Pays d'origine :  France
- Langue originale : français
- Tournage du 22 mars au 11 mai 1944 dans les studios des Buttes Chaumont et du 15 mai au 5 juin 1944 à l'abbaye de Fontevraud (Maine-et-Loire). Raccords du 18 au 22 juillet 1944 à Saint-Maurice.
- Format : noir et blanc — 35 mm — 1,37:1 — son Mono
- Genre : Comédie dramatique
- Durée : 90 minutes
- Dates de sortie :
  - France : 6 septembre 1945
  - États-Unis : 2 avril 1947 (New York)

## Distribution
- Noël-Noël : Clément Matthieu
- Micheline Francey : Micheline
- Georges Biscot : Raymond
- René Génin : le père Maxence
- René Blancard : Monsieur Rachin
- Marguerite Ducouret : la mère de Micheline
- Marcelle Praince : la présidente
- Marthe Mellot : Marie
- Georges Paulais : Monsieur Langlois
- André Nicolle : Monsieur de la Prade
- Richard Francoeur : Monsieur de Mézières
- Jean Morel : le directeur
- Roger Vincent : l'académicien
- Michel François : Lequerec
- Roger Krebs : Laugier
- Les Petits Chanteurs à la croix de bois : les élèves
- Charles Vissières : le vieux garçon de bureau (non crédité)
- Georges Aminel : un linotypiste de La Dépêche (silhouette, non crédité)

## À noter
- Le tournage du film, interrompu par l'offensive américaine qui a suivi le débarquement du 6 juin 1944, a repris à l'automne 1944.
- L'idée centrale du film et la plupart des personnages ont été repris par Christophe Barratier dans son film Les Choristes, sorti en 2004.
- Le choix du rôle de Laugier a été effectué durant le tournage, parmi les Petits Chanteurs à la Croix de Bois.

## Récompense et box-office
Le film a obtenu, en 1944, le Prix Désiré, ex æquo avec Les Enfants du Paradis. Ce prix se voulait l'équivalent français des Oscars américains ; il n'a été décerné qu'une seule fois. 
Le film réalisa 5 085 489 entrées et fut, pour l'époque, un grand succès populaire.

## Qui est Laugier?(bonus du DVD)
Le film a été édité en DVD en 2004. 
- Qui est Laugier ? (29 minutes) - 60 ans après le film Christophe Barratier, le réalisateur du film Les Choristes, a retrouvé Roger Krebs, alias « Laugier », le jeune soliste de La Cage aux Rossignols. Les deux hommes confrontent leur expérience dans un commentaire audio du film, et dans un entretien filmé en exclusivité : Qui est Laugier ? ;

- Contient un livret avec les propos du cinéaste Jean Dréville sur La Cage aux Rossignols[2].